# Mario Saralegui
Mario Daniel Saralegui Iriarte (né le 24 avril 1959 à Artigas) est un footballeur uruguayen qui jouait au poste de milieu de terrain. Il est actuellement entraîneur. 

## Biographie

### Carrière de joueur

#### En sélection
Il a obtenu 29 sélections (2 buts) en équipe d'Uruguay entre 1979 et 1986. Il a notamment remporté la Copa América en 1983. Il a aussi disputé la Coupe du monde 1986 au Mexique.

### Parcours d'entraîneur
- avr. 2006-juin 2006 :  CA Peñarol
- sep. 2006-déc. 2006 :  Uruguay Montevideo FC
- oct. 2007-mars 2008 :  CA Progreso
- mars 2008-jan. 2009 :  CA Peñarol
- déc. 2009-fév. 2010 :  Central Español FC
- août 2010-avr. 2012 :  CD El Nacional
- avr. 2012-juin 2012 :  CD Técnico Universitario
- avr. 2013-nov. 2013 :  CA Juventud
- juil. 2014-oct. 2014 :  CD Olmedo
- oct. 2014-déc. 2014 :  Tacuarembó FC
- fév. 2016-mars 2017 :  Liverpool FC
- juil. 2018-mars 2019 :  LDU Portoviejo
- sep. 2020-déc. 2020 :  CA Peñarol
- mars 2022-juil. 2022 :  Club Carlos A. Mannucci
- sep. 2022-oct. 2022 :  Cerro Largo FC
- fév. 2023-août 2023 :  Club Artigas
- sep. 2023-avr. 2024 :  Danubio FC